# Schattenkabinett Sunak
Das Schattenkabinett Sunak bildete von Juli bis November 2024 nach der Unterhauswahl 2024 das Schattenkabinett in Großbritannien. Es war damit der Gegenpol zur Regierung (Kabinett Starmer). 

## Mitglieder
| Amt                                                                            | Bild | Name                                |
| ------------------------------------------------------------------------------ | ---- | ----------------------------------- |
| Schatten-Premierminister Oppositionsführer Parteiführer der Conservative Party |      | Rishi Sunak                         |
| Schatten-Vizepremierminister Schatten-Chancellor of the Duchy of Lancaster     |      | Oliver Dowden                       |
| Schatten-Schatzkanzler                                                         |      | Jeremy Hunt                         |
| Schattenminister für Auswärtiges, das Commonwealth und Entwicklung             |      | Andrew Mitchell                     |
| Schattenminister für Inneres                                                   |      | James Cleverly                      |
| Schattenminister für Verteidigung                                              |      | James Cartlidge                     |
| Schattenminister für Justiz Schatten-Lordkanzler                               |      | Edward Argar                        |
| Schattenminister für Wissenschaft, Technologie und Innovationen                |      | Andrew Griffith                     |
| Schattenministerin für Gesundheit und Soziales                                 |      | Victoria Atkins                     |
| Schattenministerin für Wohnen, Kommunen und lokale Selbstverwaltung            |      | Kemi Badenoch                       |
| Schattenminister für Umwelt, Ernährung und ländliche Angelegenheiten           |      | Stephen Barclay                     |
| Schatten-Leader of the House of Commons                                        |      | Chris Philp                         |
| Schatten-Leader of the House of Lords                                          |      | Nicholas True, Baron True           |
| Schattenminister für Wirtschaft und Handel                                     |      | Kevin Hollinrake                    |
| Schattenministerin für Energiesicherheit und CO2-Neutralität                   |      | Claire Coutinho                     |
| Schattenminister für Arbeit und Renten                                         |      | Mel Stride                          |
| Schattenminister für Bildung                                                   |      | Damian Hinds                        |
| Schattenministerin für Verkehr                                                 |      | Helen Whately                       |
| Schattenminister für Kultur, Medien und Sport                                  |      | Julia Lopez                         |
| Schattenminister für Nordirland                                                |      | Alex Burghart                       |
| Schattenminister für Schottland                                                |      | John Lamont                         |
| Schattenminister für Wales                                                     |      | Byron Davies, Baron Davies of Gower |
| weitere Mitglieder des Schattenkabinetts                                       |      |                                     |
| Chief Whip der Opposition im House of Commons                                  |      | Stuart Andrew                       |
| Schatten-Chief Secretary to the Treasury                                       |      | Laura Trott                         |
| Schatten-Attorney General for England and Wales (Generalstaatsanwalt)          |      | Jeremy Wright                       |
| Schatten-Paymaster General                                                     |      | John Glen                           |
| Schattenstaatsminister für Sicherheit                                          |      | Tom Tugendhat                       |
| Schattenstaatsminister für Veteranen                                           |      | Andrew Bowie                        |
| Schattenstaatsministerin für Frauen und Gleichstellung                         |      | Mims Davies                         |